# ولن
شهر ولن (به فرانسوی: Walhain) در شهرستان نیول در استان اوئلون بربان در منطقه فدرال والوون در کشور بلژیک واقع شده‌است.